# Jean-Henri XV d'Hochberg
Jean-Henri XV prince de Pless, comte d'Hochberg (né le 23 avril 1861 à Pless et mort le 1er janvier 1938 à Paris) est un seigneur allemand et industriel minier.

## Biographie
Il est le fils du second prince de Pless, Jean-Henri XI d'Hochberg et sa mère Marie (née comtesse von Kleist). Il suit sa scolarité au lycée Sainte-Marie-Madeleine de Breslau, où il obtient son baccalauréat en 1879. Il poursuit ensuite des études puis entre au service militaire en 1880, s'élevant au grade de colonel à la suite. Ensuite, Jean-Henri XV, prince de Pless, entre dans le service diplomatique et devient secrétaire de légation à Londres. C'est là qu'il épouse  Mary-Theresa Cornwallis-West, dite Daisy (1873-1943), alors considérée comme une beauté. Il a avec elle trois fils : Jean-Henri XVII (Henry Pless) (1900-1984), Alexander (de) (Aleksander Hochberg-Pszczyński) et Conrad, dit Bolko (1910-1936). La famille vit souvent au château de Fürstenstein. Le prince reste dans le service diplomatique jusqu'en 1891.
Après la mort de son père en 1907, il hérite de ses biens. Il dispose de plus de 50 000 hectares de terres dans les domaines de Pless et Fürstenstein. Il s'agit notamment de riches gisements de charbon, dont une grande partie n'est toutefois pas encore exploitée. Les forêts, dans lesquelles des bisons d'Europe sont élevés sous l'autorité du prince, sont également importantes. Avant la Première Guerre mondiale, sa fortune est estimée à 100 millions de marks. Avant 1914, le château de Pless (de) et ses autres propriétés sont un lieu de rencontre pour la société européenne aristocratique et aisée.
Le prince Pless est étroitement lié à Guillaume II, qui se rend régulièrement au château de Pless en automne pour y chasser. L'empereur charge également le prince de missions confidentielles. Pendant la Première Guerre mondiale, le château de Pless est pendant plusieurs mois le siège du quartier général impérial.
Après la fin de la guerre et le rétablissement de l'État polonais, Hans Heinrich reste en Haute-Silésie. La tentative de vendre l'ensemble des biens avant le 12 juillet 1922, date de la reprise officielle de la Haute-Silésie, échoue. Jean-Henri XV devient citoyen polonais. Il se trouve cependant souvent en voyage à l'étranger ou vit dans les propriétés situées en Allemagne. L'empereur Guillaume II considère le prince Pless comme un traître et, depuis son exil à Doorn (de), s'emporte à plusieurs reprises contre le "salaud de Pless, qui devrait être mis au pas".
En 1922, le prince divorce de son épouse Daisy. En 1925, il épouse l'Espagnole Clothilde de Silva y Gonzalez de Candamo, Marquesa de Arcicollar (1898-1978), de plusieurs décennies sa cadette. Jean-Henri a une fille avec elle, mais le mariage est dissous en 1934 après un scandale familial : La belle-mère a séduit le plus jeune des beaux-fils, Conrad, dit Bolko. Ils se sont alors mariés.
Parallèlement, d'autres querelles intrafamiliales éclatent : En 1932, le fils aîné, Jean-Henri XVII, reprend la gestion de la fortune en raison d'une paralysie partielle de son père. Comme celui-ci s'engage trop fortement du côté de la minorité allemande, des conflits éclatent avec les autorités polonaises. Finalement, il y a un procès pour des arriérés d'impôts de la direction des mines de Pless. Celui-ci se termine par la mise sous séquestre de la propriété en 1934 En 1937, l'accord germano-polonais sur la Haute-Silésie (de) expire, qui protégeait la propriété princière de l'expropriation. Le prince doit faire des concessions à l'État pour conserver au moins une partie de ses biens. Il renonce à la régale des mines dans la seigneurie de Pless. En raison des dettes fiscales, 56 % des biens fonciers situés en Pologne sont nationalisés. Les mines et les entreprises industrielles sont transférées dans deux sociétés anonymes, dont les parts restent toutefois la propriété des héritiers du prince décédé en 1938.